# Gregorio (película)
Gregorio es una película peruana del año 1984 dirigida por el Grupo Chaski, fundado en 1982 por Alejandro Legaspi, Stefan Kaspar, Fernando Espinoza, Fernando Barreto y María Barea. Es protagonizada por Marino León de la Torre.
En 2019, se anunció la restauración de las películas Gregorio y Juliana a manos de Guarango, y su posterior reestreno en el Festival de Cine de Lima.

## Argumento
Gregorio es un niño provinciano que migra con su familia desde un pequeño pueblo en los Andes a la capital. En Lima vive el choque cultural entre el mundo andino y el caótico y violento mundo urbano.
El padre de Gregorio decide abandonar su pueblo para buscar una vida mejor en la ciudad de Lima. Tras conseguir trabajo, llama al resto de la familia (Gregorio y su esposa), pero al poco tiempo pierde su empleo y se enferma. Sin casa, los tres se ven obligados a participar en una invasión en Villa El Salvador. Establecidos ahí, al poco tiempo su padre muere. Después de su muerte, Gregorio se ve obligado a trabajar en las calles como lustrabotas. Al principio, se mantiene cercano a su madre; sin embargo, cuando ella comienza una nueva relación con un vecino de su barrio, Gregorio se siente traicionado y se distancia de ella.  Entonces se une a un grupo de niños que viven juntos en un tranvía abandonado: Chollo, Tachuela, Retacito y Gitano, quienes trabajan como artistas callejeros, a la vez que cometen robos. En su compañía, Gregorio incursiona en el lado delictivo de la vida en las calles de esta Lima que se nos va.

## Premios
- Premio de la ‘FICC’; Mención del Jurado y Mención de la OCIC en el VI Festival del Nuevo Cine Latinoamericano, La Habana,  Cuba 1984
- Premio mejor director y actuación en el II Festival de Cine de Bogotá, Colombia 1985.
- Premio ‘Medio exterior’ en el XI Festival Internacional de Cine  Iberoamericano, Madrid, España 1985.
- Premio a la mejor película que refleja la realidad sociocultural de un país, en el XI Festival Internacional de Cine Iberoamericano, Madrid 1985.
- Premio ‘Chasqui’ en el VIII Festival de Cine, Quito, Ecuador 1986.
- Premio del Jurado en el Festival de Cine del tercer mundo, Suiza 1986.[3]